# Nicolai Laurentius Feilberg
Nikolai Laurentius Feilberg (27. juni 1806 i København – 27. april 1899) var en dansk sognepræst, far til Henning Frederik Feilberg og lægen Carl Adolph Feilberg.
Han var søn af Henning Frederik Feilberg (1791-1841) en velsitueret fabriksejer og investor, som senere udnævntes til Justitsråd og gjordes til Chef for Finansbankens Låneafsnit. Nikolai Laurentius selv blev teologisk kandidat 1828 og året efter fik han ansættelse som adjunkt ved Frederiksborg lærde Skole. I 1831 ægtede han sin første kone, Conradine Antoinette Caroline, født Købke (28. februar 1809 i København – 21. oktober 1856 i Ullerup), søster til maleren Christen Købke. Efter hans første hustrus død blev han gift med Bolette Christine Rørdam (1815-1887).
1834 kom han som sognepræst til i Alslev-Hostrup ved Varde i Sydvestjylland, hvor han var indtil 1847 (fra 1838 i Vester Vedsted). I 1848 blev han efter en audiens hos kong Christian VIII på Sild efter eget ønske forflyttet til Ullerup Sogn i Sundeved, hvor han blev en central figur i den dansksindede bevægelse i Slesvig. Årsagen var, at hans hustru Conradine ikke kunne tåle vejrliget ved Vestkysten.
N.L. Feilberg var en myndig mand, som ikke fandt sig i, at der blev gjort brud på, hvad han anså for ret og lov i landet. Nu havde reskriptet af 14. maj 1840 fastsat, at forretningssproget i de dele af hertugdømmet, som havde dansk kirke- og skolesprog, skulle være dansk (men besynderligt nok var det ikke påbudt de højere embedsmænd at bruge dette sprog, ja ikke en gang at ledsage deres tyske skrivelser med dansk oversættelse). Da pastor N.L. Feilberg i 1843 fik tre skrivelser fra myndighederne på tysk uden dansk oversættelse, sendte han dem, efter samråd med sin biskop, Tage Müller i Ribe, tilbage til amtmanden i Haderslev med protest. De kom tilbage igen med anmodning til ham om selv at oversætte dem. Denne krænkelse af loven tilbageviste Feilberg med kraft, og det lykkedes ham (og hans nabopræst Andkiær i Fole) ved mandig fasthed at tvinge den gottorpske regering til at holde sig loven efterrettelig. Men amtmanden i Haderslev fandt sig da også opfordret til at advare den nyudnævnte præst i nabosognet Hviding mod Feilberg i Vedsted, som var "ein sehr gefährlicher Mensch". På den anden side gav hans mod til at trodse de mægtige tyske embedsmænd ham en vældig anseelse i bøndernes øjne. De kom rejsende milevidt fra for at bede ham om hjælp i retssager, da han jo måtte være klogere end de fleste, når han således kunde sætte amtmanden stolen for døren.
Efter krigen 1864 blev han afskediget af de tyske myndigheder og flyttede først til Odense, senere til Sjælland, som præst i Kirke Helsinge.